# Église Saint-Jacques-et-Saint-Christophe de Ly-Fontaine
L'église Saint-Jacques-et-Saint-Christophe de Ly-Fontaine est une église située à Ly-Fontaine, en France.

## Localisation
L'église est située sur la commune de Ly-Fontaine, dans le département de l'Aisne.